# مياو وي
مياو وي (في اللغة الصينية:苗圩; في نظام بينيين: Miáo Wéi; من مواليد مايو 1955) هو سياسي ومدير تنفيذي للأعمال في جمهورية الصين الشعبية. شغل منصب وزير الصناعة وتكنولوجيا المعلومات حتى أغسطس 2020، وكذلك كان الرئيس السابق للحزب الشيوعي في مدينة ووهان، عاصمة مقاطعة هوبي.   وقبل ذلك كان مياو وي رئيسًا لشركة دونغفينغ موتور، ثاني أكبر شركة لصناعة السيارات في الصين في ذلك الوقت. حيث كان له الفضل في إنقاذ الشركة مع اقترابها من الإفلاس وتحويلها إلى شركة مربحة.

## السيرة المهنية
مياو وي من مواليد بكين. ابتداء من عام 1974 بدأ العمل في القرى استجابة لحركة الثورة الثقافية. حيث ذهب إلى مقاطعة فيكسي الريفية في اقليم انهوي. بعد الثورة الثقافية التحق بجامعة هفي للتكنولوجيا عام 1978، حيث درس في قسم محركات الاحتراق الداخلي وتخرج عام 1982. انضم إلى الحزب الشيوعي الصيني في سبتمبر 1984.   
بعد الكلية، عمل مياو في شركة الصين للاستيراد والتصدير لمدة عشر سنوات. في سن الثلاثين، كان نائب مدير قسم مبيعات الشركة وكذلك قسم التصنيع. في عام 1993 تم نقله إلى الوزارة الأولى لصناعة الآلات آنذاك، حيث كان نائب مدير إدارة قسم السيارات حتى عام 1995 ومساعد مهندس عام للعامين التاليين. 
في سبتمبر 1997، قامت الحكومة المركزية بنقل مياو إلى شركة دونغفينغ موتور المملوكة للحكومة لقيادة جهود التحول وتطوير الشركة. كونها ثاني أكبر شركة لصناعة السيارات في الصين، كان لدى شركة دونغفينغ موتور 120 ألف موظف، وخسرت أكثر من 500 مليون يوان في عام 1998.  نفذ مياو إصلاحات جذرية في شركة دونغفينغ موتور، واعتمد منهجية الإدارة الغربية وأقام تحالفات مع شركات صناعة السيارات الأجنبية نيسان اليابانية وبيجو الفرنسية. حققت الشركة أرباحًا في غضون عامين، وبحلول عام 2003 قفزت أرباحها إلى 6.1 مليار يوان. في عام 2004 ، رشحت مجلة بلومبيرغ بيزنس ويك مياو وي كـ «نجم آسيا» بسبب «تحويله شركة دونغفينغ موتور من شركة صناعة شاحنات عسكرية شبه مفلسة، إلى شركة تصنيع مربحة لكل من الشاحنات وسيارات الركوب». 
في مايو 2005، تم تعيين مياو وي رئيسًا للحزب الشيوعي في مدينة ووهان، عاصمة مقاطعة هوبي والتي يقع مقر شركة دونغفينغ موتور فيها. كما تم تعيينه عضوا في لجنة مقاطعة هوبى للحزب الشيوعي.   
في مارس 2008، تم نقل مياو إلى الحكومة المركزية للعمل كنائب لوزير الصناعة وتكنولوجيا المعلومات، وتمت ترقيته إلى منصب وزير في ديسمبر 2010، ليحل محل لي ييشونغ.   
كان مياو عضوًا مناوبًا في اللجنة المركزية السابعة عشرة للحزب الشيوعي الصيني، وهو عضو كامل العضوية في اللجنة المركزية الثامنة عشرة.   